# Pelomys
Pelomys är ett släkte gnagare i familjen råttdjur (Muridae) med fem arter som förekommer i Afrika.

## Utseende
Dessa gnagare når en kroppslängd (huvud och bål) på mellan 10 och 21 cm, har en svanslängd av 10 till 18 cm och en vikt mellan 50 och 170 gram. Den grova pälsen är gulgrå till mörkgrå på ovansidan och ljusgrå till vitaktig på undersidan. Ofta finns en mörk strimma på ryggen och pälsen har ibland en grön skugga. Nosen är oftast ljusare än övriga delar av ansiktet och öronen är glest täckta med röda hår. De övre framtänderna har fåror.

## Ekologi
De vistas i träskmarker, fuktiga gräsmarker och längs vattendrag. De kan vara aktiva på dagen och på natten. Pelomys vilar i självbyggda bon av blad eller i underjordiska gångar. Födan utgörs av gräs och vattenväxter. Antalet ungar per kull ligger mellan en och nio.

## Status och hot
IUCN listar P. hopkinsi och P. isseli med kunskapsbrist (DD), de andra betraktas som livskraftig (LC).

## Arter inom släktet
Släktet utgörs av fem arter:
- Pelomys campanae - förekommer i västra Kongo-Kinshasa och i västra Angola.
- Pelomys fallax - förekommer från Kenya till Angola och Moçambique.
- Pelomys hopkinsi - förekommer i södra Uganda, södra Kenya och i Ruanda.
- Pelomys isseli – endemisk för öarna Kome, Bugala och Bunyama i Victoriasjön.
- Pelomys minor - förekommer i Kongo-Kinshasa och östra Angola.